# Microsoft Management Console
Microsoft Management Console (MMC) hospeda y muestra herramientas administrativas creadas por Microsoft y por otros proveedores de software. 
Estas herramientas se conocen como complementos y sirven para administrar los componentes de hardware, software y red de Windows. Varias herramientas de la carpeta Herramientas administrativas, como Administración de equipos, son complementos MMC.

## Comandos
Estos comandos dan acceso a distintas partes de la Microsoft Management Console, un conjunto de pequeñas aplicaciones que permiten controlar varios apartados de la configuración del sistema operativo.
Para acceder a estas opciones, no es necesario entrar en la consola del sistema (cmd.exe), sino que basta con introducirlos directamente desde Inicio > Ejecutar.
- ciadv.msc : Permite configurar el servicio de indexado, que acelera las búsquedas en el disco duro.
- compmgmt.msc : Da acceso a la Administración de equipos, desde donde podemos configurar nuestro ordenador y acceder a otras partes de la MMC.
- devmgmt.msc : Accede al Administrador de dispositivos.
- dfrg.msc : Desfragmentador del disco duro.
- diskmgmt.msc : Administrador de discos duros.
- fsmgmt.msc : Permite administrar y monitorizar los recursos compartidos.
- gpedit.msc : Permite modificar las políticas de grupo.
- lusrmgr.msc : Permite ver y modificar los usuarios y grupos locales.
- ntmsmgr.msc : Administra y monitoriza los dispositivos de almacenamientos extraíbles.
- ntmsoprq.msc : Monitoriza las solicitudes del operador de medios extraíbles.
- perfmon.msc : Monitor de rendimiento del sistema.
- secpol.msc : Configuración de la política de seguridad local.
- services.msc : Administrador de servicios locales.
- wmimgmt.msc : Configura y controla el servicio Instrumental de administración (WMI) de Windows.

- AdRmsAdmin.msc Active Directory Rights Management Services

- Adsiedit.msc ADSI Edit
- Azman.msc Authorization Manager
- Certmgr.msc Certificados
- Certtmpl.msc Plantilla de certificados
- CluAdmin.msc Failover Cluster Management
- Comexp.msc Component Services
- Compmgmt.msc Computer Management
- Devmgmt.msc Device Manager
- Dfsmgmt.msc DFS Management
- Dhcpmgmt.msc                  DHCP Manager
- Diskmgmt.msc Disk Management
- Dnsmgmt.msc DNS Manager
- Domain.msc Active Directory Domains And Trusts
- Dsa.msc Active Directory Users And Computers
- Dssite.msc Active Directory Sites And Services
- Eventvwr.msc Event Viewer
- Fsmgmt.msc Shared Folders
- Fsrm.msc File Server Resource Manager
- Fxsadmin.msc Microsoft Fax Service Manager
- Gpedit.msc Local Group Policy Editor
- Lusrmgr.msc Local Users And Groups
- Napclcfg.msc NAP Client Configuration
- Nfsmgmt.msc Services For Network File System
- Nps.msc Network Policy Server
- Ocsp.msc Online Responder
- Perfmon.msc                     Reliability And Performance Monitor
- Pkiview.msc Enterprise PKI
- Printmanagement.msc Administración de impresoras
- Remoteprograms.msc TS RemoteApp Management
- Rsop.msc Resultant Set of Policy
- Secpol.msc Local Security Policy
- ServerManager.msc           Server Manager
- StorageMgmt.msc Share And Storage Management
- Services.msc Services
- StorExpl.msc Storage Explorer
- Tapimgmt.msc Telephony
- Taskschd.msc Task Scheduler
- Tpm.msc Trusted Platform Module Management
- Tsadmin.msc Terminal Services Management
- Tsconfig.msc Terminal Services Configuration
- Tsgateway.msc                 TS Gateway Manager
- Tsmmc.msc Remote Desktops
- Uddi.msc UDDI Services Console
- virtmgmt.msc Hyper-V
- Wbadmin.msc Windows Server Backup
- Wdsmgmt.msc Windows Deployment Services
- Winsmgmt.msc                  WINS Manager
- WmiMgmt.msc                  WMI Control